# Revelación
Revelación (с исп. — «Откровение») — дебютный мини-альбом на испанском языке американской исполнительницы Селены Гомес. Релиз EP состоялся 12 марта 2021 года на лейбле Interscope Records. В поддержку альбома вышло 3 сингла: «De Una Vez», «Baila Conmigo», записанного при участии пуэрто-риканского рэпера и исполнителя Rauw Alejandro и «Selfish Love», записанного совместно с французским диджеем и музыкальным продюсером DJ Snake.

## Предыстория
В февральском интервью для Dazed от 2020 года Гомес рассказала, что у неё есть планы выпустить музыку на испанском языке. Чтобы подогреть интерес к новой музыки на испанском языке, в январе 2021 года Селена «процитировала» свой твит от января 2011 года, в котором упоминался так и не вышедший испаноязычный альбом, заявив: «Я думаю, что это стоит того, чтобы подождать».
Это было именно то, что я хотела сделать на протяжении 10 лет, работая над испанским проектом. Я так горжусь своим наследием и просто искренне чувствовала и хотела, чтобы это произошло. Я почувствовала, что сейчас идеальное время. Просто со всем этим разнообразием в мире, есть что-то такое именно в латинской музыке, что во всем мире просто заставляет людей чувствовать вещи иначе. Понимаешь?― Селена Гомес о создании музыки на испанском языке

### Запись
Revelación был записан, по большей части, удаленно, из-за пандемии COVID-19. Процесс создания альбома полностью проходил в домашней студии звукозаписи, а для общения с теми, кто принимает участие в создании использовался Zoom. Гомес так же наняла преподавателя по испанскому языку Лейлу Хойл-Герреро, чтобы она помогла восстановить Селене её словарный запас, поработать над акцентом и попрактиковаться в произношении.

## Композиция
Revelación сочетает в себе такие музыкальные жанры как Рэггетон, R&B и Электропоп под влиянием урбанической музыки. Это знаменует полный уход от своего предшественника Rare (2020), которой имел звучание Дэнс-поп. Гомес заявил, что темы, которые отражает EP ― это «сила, любовь, прощение и движение вперед».

## Релиз и промо
Релиз лид-сингла «De Una Vez» в поддержку EP состоялся 14 января 2021 года и стал первым официальным испаноязычным синглом Селены за последние 10 лет, а также вторым в целом, после испанской версии сингла «A Year Without Rain» (2010) под названием «Un Año Sin Lluvia», который выходил ещё в составе её бывшей группы Selena Gomez & the Scene. Она описала эту песню как «прекрасный гимн любви». Премьера видеоклипа состоялась в день релиза песни, а режиссёром выступил Лос Перез.
27 января 2021 года Селена анонсировала мини-альбом, который получил название Revelación. 29 января был выпущен второй сингл «Baila Conmigo», записанный при участии пуэрто-риканского рэпера Рау Алехандро, а так же открылся пред-заказ EP. Премьера видеоклипа состоялась в день релиза песни, а режиссёром выступил Фернандо Нагари.
Третий сингл с альбома, записанный совместно с французским диджеем и продюсером DJ Snake под названием «Selfish Love», был анонсирован 25 февраля 2021 года в социальных сетях Селены и DJ Snake. Сам же релиз сингла состоялся 4 марта 2021 года, который ознаменовал собой второе партнерство между артистами, теперь же как дуэт, после их хитового сингла 2018 года «Taki Taki» с Cardi B и Ozuna. Премьера видеоклипа состоялась в этот же день, а режиссёром выступил Родриго Сааведра.
2 марта 2021 года Селена представила трек-лист мини-альбома, который включает в себя ещё одно новое сотрудничество с пуэрто-риканским рэггетон-исполнителем Майком Тауэрсом. До релиза EP Селена начала делиться отрывками песен на своём Youtube канале.

### Тур
Когда период карантина будет окончен, Селена планирует отправиться в тур по Южной Америке.

## Список композиций
| №                   | Название                                     | Автор(ы) | Продюсеры                                        | Длительность |
| ------------------- | -------------------------------------------- | --- | ------------------------------------------------ | ------------ |
| 1.                  | «De Una Vez»                                 | Selena Gomez Alejandro Borrero Christopher Carballo Ramos Abner Cordero Boria Ricardo López Lalinde Andrea Mangiamarchi Marco Masís Ivanni Rodríguez   | Albert Hype Jota Rosa Neon16 Tainy Bart Schoudel | 2:35         |
| 2.                  | «Buscando Amor»                              | Gomez Borrero Cordero Boria Mangiamarchi Masís Rodríguez Randy Class Zabdiel De Jesús                                                                  | Rosa Neon16 Tainy Schoudel                       | 3:08         |
| 3.                  | «Baila Conmigo» (совместно с Rauw Alejandro) | Gomez Edgar Barrera Borrero Carballo Ramos Cordero Boria Jorge A. Diaz Mangiamarchi Masís Alberto Carlos Menendez Raúl Alejandro Ocasio Ruiz Rodríguez | Hype Rosa Neon16 Tainy                           | 3:06         |
| 4.                  | «Dámelo Tó» (featuring Myke Towers)          | Gomez Borrero Carballo Ramos Cordero Boria Mangiamarchi Masís Melendez Julia Michaels Rodríguez Michael Torres                                         | Hype Rosa Neon16 Tainy Schoudel                  | 3:04         |
| 5.                  | «Vicio»                                      | Gomez Cordero Boria Melendez Borrero Mangiamarchi Gregory Aldae Hein Rodríguez Masís Santiago Beltran                                                  | Hype Rosa Neon16 Tainy                           | 2:40         |
| 6.                  | «Adiós»                                      | Gomez Cordero Boria Borrero Carolina Isabel Colón Juarbe Rodríguez Masís Jorge Luis Perez, Jr. Juan Andrés Ceballos                                    | Neon 16 Nito Tainy Schoudel                      | 2:10         |
| 7.                  | «Selfish Love» (совместно с DJ Snake)        | William Grigahcine Gomez Kat Dahlia Marty Maro K Sotomayor Kris Floyd                                                                                  | DJ Snake Maro                                    | 2:48         |
| Общая длительность: | Общая длительность:                          | Общая длительность: | Общая длительность:                              | 18:51        |

## Чарты
| Чарт (2021)                              | Наивысшая позиция |
| ---------------------------------------- | ----------------- |
| Австрия (Ö3 Austria)                     | 33                |
| Бельгия/Фландрия (Ultratop)              | 19                |
| Бельгия/Валлония (Ultratop)              | 18                |
| Канада (Canadian Albums Chart)           | 38                |
| Нидерланды (Album Top 100)               | 52                |
| Finnish Albums (Suomen virallinen lista) | 32                |
| Германия (Offizielle Top 100)            | 39                |
| Венгрия (MAHASZ)                         | 22                |
| Italian Albums (FIMI)                    | 33                |
| Япония (Oricon)                          | 103               |
| Lithuanian Albums (AGATA)                | 10                |
| Польша (ZPAV)                            | 23                |
| Португалия (AFP)                         | 2                 |
| Шотландия (Scottish Albums Chart)        | 20                |
| Испания (PROMUSICAE)                     | 4                 |
| Швейцария (Schweizer Hitparade)          | 19                |
| Великобритания (UK Albums Chart)         | 28                |
| США (Billboard 200)                      | 22                |
| США (Billboard Top Latin Albums)         | 1                 |

## История релиза
| Регион | Дата релиза   | Издание     | Формат                                   | Лейбл           | Ссылки        |
| ------ | ------------- | ----------- | ---------------------------------------- | --------------- | ------------- |
| Мир    | 12 марта 2021 | Стандартное | CD Цифровая дистрибуция Стриминг Box set | Interscope      | [ 42 ] [ 43 ] |
| Япония | 19 марта 2021 | Делюкс      | CD                                       | Universal Music | [ 44 ]        |
| США    | 25 июня 2021  | Стандартное | LP                                       | Interscope      | [ 45 ]        |